# José María Peralta
José María Peralta (* Dezember 1807 in San Salvador; † 6. Dezember 1883 ebenda) war vom 15. Februar 1859 bis 7. Februar 1861 Präsident von El Salvador.

## Leben
Nach Artikel 44 der Verfassung war die Amtszeit des Präsidenten zwei Jahre. Aus persönlichem Interesse forderte Gerardo Barrios, die Amtszeit auf sechs Jahre zu erhöhen. Unerwartet wies der amtierende Präsident Miguel Santín del Castillo diese Initiative zurück und widersprach ihr formell. Kriegsminister Barrios arrangierte mit seinem Schwager, dem Regierungsminister José de la Trinidad Francisco Cabañas Fiallos, und seinem Freund, dem Minister José Félix Quiroz, einen Putsch gegen Castillo.
Als Senator Vicepresidente war José María Peralta am 8. Februar 1859 in San Salvador auf dem Verteiler einer Unabhängigkeitserklärung, die das Parlament verfasst hatte.
Peralta bestätigte, am Tag seiner Ernennung zum Präsidenten, Barrios als Oberbefehlshaber der Armee.
Am 3. März 1859 besetzte der Militärkapellmeister Antonio Tórtola mit seiner Militärkapelle die Kaserne Cuartel de Santo Domingo sowie das Zeughaus in San Salvador. Es war geplant sich mit den Garnisonen von Casa Mata, Santa Tecla und der Bevölkerung aus Cojutepeque zu verbünden, was scheiterte. Die Forderung der Besetzer war die Rückgabe des Präsidentenamtes an Castillo.
Der örtliche Befehlshaber Oberst Eusebio Bracamonte ließ, unterstützt von Oberst Santiago González, die Kaserne räumen.
Als Verantwortlicher für den Aufstand wurde General Santiago Delgado verhaftet.
Am 12. März 1859 übergab Präsident José María Peralta das Präsidentenamt an Barrios. Am 16. Dezember 1860 übergab Präsident Barrios das Präsidentenamt wieder an José María Peralta, weil er nach Guatemala reiste.
Sein Sohn war Antonio Peralta Lara. Sein Enkel war José María Peralta Lagos, Kriegsminister im Regierungskabinett von Manuel Enrique Araujo. Peralta war Abgeordneter im Parlament.